# Тунаков, Александр Сергеевич
Александр Сергеевич Тунаков (род. 25 августа 1994) — российский самбист, бронзовый призёр первенства России среди молодёжи 2014 года, бронзовый призёр чемпионатов России 2015 и 2019 годов, бронзовый призёр розыгрыша Кубка России 2016 года, победитель международного турнира на призы Асланбека Аслаханова 2016 года, мастер спорта России международного класса. Выступал в тяжёлой весовой категории (свыше 100 кг).

## Спортивные результаты
- Первенство России по самбо среди молодёжи 2014 года — [2];
- Чемпионат России по самбо 2015 года — ;
- Международный турнир на призы ЗМС России Асламбека Аслаханова 2016 года — [3];
- Кубок России по самбо 2016 года — [4];
- Чемпионат России по самбо 2019 года — ;